# Neocatolaccus montei
Neocatolaccus montei är en stekelart som först beskrevs av Costa Lima 1938.  Neocatolaccus montei ingår i släktet Neocatolaccus och familjen puppglanssteklar. Inga underarter finns listade i Catalogue of Life.